# Pseudamophilus davidi
Pseudamophilus davidi là một loài bọ cánh cứng trong họ Elmidae. Loài này được Kodada miêu tả khoa học năm 1992.